# Ukyo-ku

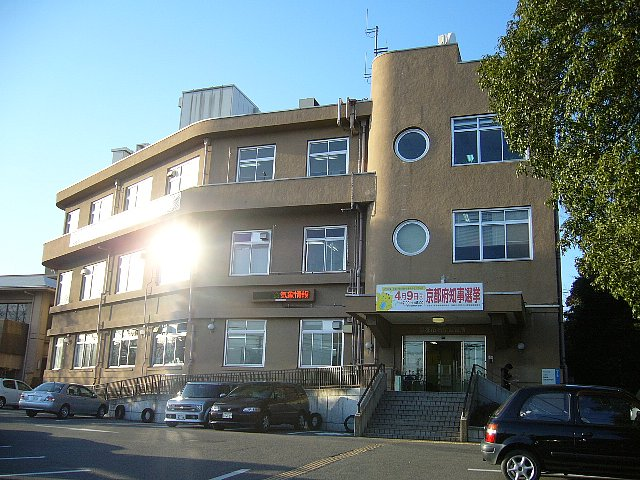
Het gemeentehuis van Ukyō-ku

Ukyo-ku (Japans: 右京区, Ukyō-ku) is een van de elf wijken van de stad Kyoto (京都市). De wijk beslaat een oppervlakte van 291,95 km². Op 1 mei 2009 waren er 202.819 inwoners. De bevolkingsdichtheid bedroeg 695 inw./km².
Hoewel de eerste kanji, 右, hetgeen rechts betekent, misschien anders zou doen vermoeden, is Ukyo-ku de noordwestelijke wijk van Kyoto. (Het overeenkomstige links (Sakyo-ku) ligt trouwens daadwerkelijk in het noordoosten.)

## Fusies
Op 1 april 2005 werd de gemeente Keihoku van het District Kitakuwada aangehecht bij de stad Kyoto. Het grondgebied van de gemeente werd toegevoegd aan de wijk Ukyo-ku. Hierdoor breidde deze haar oppervlakte uit van 74,27 km² tot de huidige 291,95 km².

## Bezienswaardigheden
In Ukyo-ku staan vele drukbezochte tempels, zoals Ryoan-ji. Door onder andere de trekpleister Arashiyama is de wijk zeer populair bij toeristen.